# Afro-Cuban All Stars
Afro-Cuban All Stars — кубинський музичний гурт, заснований 1996 року в Гавані.
Кубинський гурт Afro-Cuban All Stars було засновано в березні 1996 року Хуаном де Маркосом Гонсалесом. Він зібрав в гаванській студії Egrem багатьох місцевих музикантів, які записали разом альбом A Toda Cuba La Gusta, після чого там було записано сольні альбоми піаніста Рубена Гонсалеса та гітариста Рая Кудера. Альбом колективу відтворював стилістику кубинських оркестрів 1940—1950 років. На його підтримку 1997 року гурт відіграв масштабний тур Європою.
Другий альбом колективу Гонсалеса був записаний 1999 року із понад 50 різними музикантами. Альбом отримав назву Distinto, Diferente та містив більш танцювальну музику. На його підтримку наприкінці 1999 року колектив із 17 музикантів відіграв декілька концертів у Європі.
2001 року вийшов третій альбом гурту Baila Mi Son, записаний разом із вокалістом Феліксом Балоєм.